# Бернеск
Берне́ск (фр. Bernesq) — коммуна во Франции, находится в регионе Нижняя Нормандия. Департамент коммуны — Кальвадос. Входит в состав кантона Тревьер. Округ коммуны — Байё.
Код INSEE коммуны — 14063.

## Население
Население коммуны на 2010 год составляло 195 человек.
| 1962 | 1968 | 1975 | 1982 | 1990 | 1999 | 2010 |
| ---- | ---- | ---- | ---- | ---- | ---- | ---- |
| 336  | 301  | 275  | 207  | 167  | 153  | 195  |

## Экономика
В 2010 году среди 116 человек трудоспособного возраста (15—64 лет) 79 были экономически активными, 37 — неактивными (показатель активности — 68,1 %, в 1999 году было 63,4 %). Из 79 активных жителей работали 73 человека (37 мужчин и 36 женщин), безработных было 6 (4 мужчины и 2 женщины). Среди 37 неактивных 2 человека были учениками или студентами, 23 — пенсионерами, 12 были неактивными по другим причинам.